# Xã Pleasant Grove, Quận Olmsted, Minnesota
Xã Pleasant Grove (tiếng Anh: Pleasant Grove Township) là một xã thuộc quận Olmsted, tiểu bang Minnesota, Hoa Kỳ. Năm 2010, dân số của xã này là 806 người.